# Hauge (Hvaler)
Pour les articles homonymes, voir Hauge.
Hauge est une ville de la municipalité de Hvaler, sur l'île de Vesterøy dans le comté d'Østfold, en Norvège.

## Description
Hauge est située à 8,5 kilomètres au nord-ouest de Rød et à environ 17 kilomètres au nord-ouest du centre municipal de Skjærhalden.